# 2011年夏季世界大学生运动会美国代表团

美国代表团旗帜

2011年夏季世界大学生运动会美国代表团共派出281名运动员参赛。

## 奖牌榜
| 名次 | 代表团 | 金牌 | 银牌 | 铜牌 | 总数 |
| ---- | ------ | ---- | ---- | ---- | ---- |
| 5    | 美国   | 17   | 22   | 11   | 50   |

## 奖牌获得者

### 金牌
1. 男子50米蝶泳：蒂莫西-菲利普斯
2. 男子800米自由泳：迈克尔-克吕厄
3. 男子4x100米自由泳接力
4. 女子400米个人混合泳：玛德琳-迪拉多
5. 男子100米自由泳：詹姆斯-费根
6. 男子4×200米自由泳接力
7. 女子50米蛙泳：钱德勒
8. 男子100米蝶泳：菲利普斯
9. 女子4×200米自由泳接力
10. 女子50米仰泳：珍妮弗-康诺利
11. 男子200米自由泳：马修-梅莱安
12. 女子1500米自由泳：黑莉·安德森
13. 男子400米栏：耶舒亚-安德森
14. 女子100米栏：尼娅-希发特蒂希-阿里
15. 女子篮球
16. 女子跳高：巴雷特

### 银牌
1. 男子200米蝶泳：波立尔
2. 女子800米自由泳：黑莉·安德森
3. 男子200米仰泳：图留斯
4. 女子4×100米自由泳接力
5. 女子重剑团体赛
6. 射箭女子复合弓个人赛：奈斯利
7. 跳水女子1米跳板：凯尔奇-布赖恩
8. 女子200米蛙泳：克罗普
9. 男子100米蝶泳：托马斯
10. 男子400米自由泳：克吕厄
11. 女子100米仰泳：康纳利
12. 射箭-复合弓混合团体赛
13. 女子4×100米混合泳接力
14. 女子沙滩排球：休斯/戴
15. 女子200米：蒂凡尼
16. 男子50米自由泳：亚当-斯茅
17. 男子4×100米混合泳接力
18. 女子4×100米接力
19. 男子跳远：马尔奎伊塞
20. 女子水球
21. 跳水-女子团体

### 铜牌
1. 女子400米自由泳：皮科克
2. 女子100米自由泳：拉莫诺
3. 田径男子铅球：梅森·芬利
4. 女子200米自由泳：比斯波
5. 射箭-男子复合弓团体赛
6. 男子400米混合泳：威廉-哈瑞森
7. 女子100米栏：克里斯蒂娜·曼宁
8. 高尔夫-女子团体
9. 男子110米栏：罗纳德
10. 女子双人三米板：比安卡/卡里埃
11. 跆拳道-女子49-53公斤级：阿兹扎-差姆贝斯